# Дюранд (Мічиган)
Дюранд (англ. Durand) — місто (англ. city) в США, в окрузі Шаявассі штату Мічиган. Населення — 3507 осіб (2020).

## Географія
Дюранд розташований за координатами 42°54′51″ пн. ш. 83°59′18″ зх. д. / 42.91417° пн. ш. 83.98833° зх. д. (42.914238, -83.988467).  За даними Бюро перепису населення США в 2010 році місто мало площу 5,46 км², з яких 5,45 км² — суходіл та 0,01 км² — водойми. В 2017 році площа становила 5,04 км², з яких 5,03 км² — суходіл та 0,01 км² — водойми.

## Демографія
Згідно з переписом 2010 року, у місті мешкало 3446 осіб у 1350 домогосподарствах у складі 852 родин. Густота населення становила 632 особи/км².  Було 1575 помешкань (289/км²).
Расовий склад населення:
| - 96,3 % — білих - 1,0 % — корінних американців - 0,6 % — чорних або афроамериканців - 0,1 % — азіатів |

До двох чи більше рас належало 1,5 %. Частка іспаномовних становила 2,9 % від усіх жителів.
За віковим діапазоном населення розподілялося таким чином: 25,8 % — особи молодші 18 років, 58,5 % — особи у віці 18—64 років, 15,7 % — особи у віці 65 років та старші. Медіана віку мешканця становила 37,2 року. На 100 осіб жіночої статі у місті припадало 87,9 чоловіків;  на 100 жінок у віці від 18 років та старших — 81,5 чоловіків також старших 18 років.
Середній дохід на одне домашнє господарство  становив 44 780 доларів США (медіана — 38 621), а середній дохід на одну сім'ю — 52 252 долари (медіана — 53 614). Медіана доходів становила 41 024 долари для чоловіків та 27 500 доларів для жінок. За межею бідності перебувало 20,0 % осіб, у тому числі 37,4 % дітей у віці до 18 років та 9,9 % осіб у віці 65 років та старших.
Цивільне працевлаштоване населення становило 1354 особи. Основні галузі зайнятості: роздрібна торгівля — 26,8 %, виробництво — 18,2 %, освіта, охорона здоров'я та соціальна допомога — 16,7 %.